# Neoperla hoabinhica
Neoperla hoabinhica är en bäcksländeart som beskrevs av Navás 1932. Neoperla hoabinhica ingår i släktet Neoperla och familjen jättebäcksländor. Inga underarter finns listade i Catalogue of Life.